# Ome
Ome (Óme in dialetto bresciano) è un comune italiano di 3 119 abitanti della provincia di Brescia in Lombardia. È il comune meno popolato della Franciacorta.
Ome è situato nel nord-est della Franciacorta, una località collinare con caratteristiche valli e campagne, a 15 chilometri da Brescia.
È circondato da boschi e colli con vigneti ed uliveti ed è attraversato dai Torrenti Gandovere e Martignago.

## Geografia fisica

### Clima
Il clima a Ome è caldo e temperato, con piovosità significativa durante tutto l'anno.
La temperatura media annuale è di 12,1 °C, essendo luglio il mese con temperature più alte (26,4 °C) e gennaio il mese con temperature più basse (-1,6 °C).
La piovosità media annuale è di 1370 mm. In particolare le piogge sono più scarse nel mese di gennaio (59 mm) e più abbondanti nel mese di giugno (145 mm).
| [ 5 ]               | Mesi | Mesi | Mesi | Mesi | Mesi | Mesi | Mesi | Mesi | Mesi | Mesi | Mesi | Mesi | Stagioni | Stagioni | Stagioni | Stagioni | Anno  |
| [ 5 ]               | Gen  | Feb  | Mar  | Apr  | Mag  | Giu  | Lug  | Ago  | Set  | Ott  | Nov  | Dic  | Inv      | Pri      | Est      | Aut      | Anno  |
| ------------------- | ---- | ---- | ---- | ---- | ---- | ---- | ---- | ---- | ---- | ---- | ---- | ---- | -------- | -------- | -------- | -------- | ----- |
| T. max. media (°C)  | 6,1  | 7,7  | 12,2 | 16,0 | 20,1 | 24,5 | 26,4 | 26,0 | 21,3 | 16,4 | 10,9 | 6,8  | 6,9      | 16,1     | 25,6     | 16,2     | 16,2  |
| T. min. media (°C)  | −1,6 | −1,3 | 1,5  | 5,2  | 9,7  | 14,4 | 17,0 | 17,2 | 13,7 | 9,7  | 4,8  | 0,1  | −0,9     | 5,5      | 16,2     | 9,4      | 7,5   |
| Precipitazioni (mm) | 59   | 65   | 83   | 125  | 142  | 145  | 133  | 128  | 135  | 138  | 141  | 76   | 200      | 350      | 406      | 414      | 1 370 |

## Storia

### Simboli
di rosso vinato; l'insieme sormontato da un fulmine d'oro, fuoriuscente dal capo e piombante zigzagando sulla torre. Ornamenti esteriori da Comune.»
Lo stemma non ha un formale decreto di concessione. Il gonfalone è un drappo di azzurro.

## Monumenti e luoghi d'interesse
- Chiesa di Santo Stefano Protomartire
- Santuario della Madonna dell'Avello a Cerezzata
- Chiesa di San Lorenzo Martire a Valle
- Chiesa di San Michele

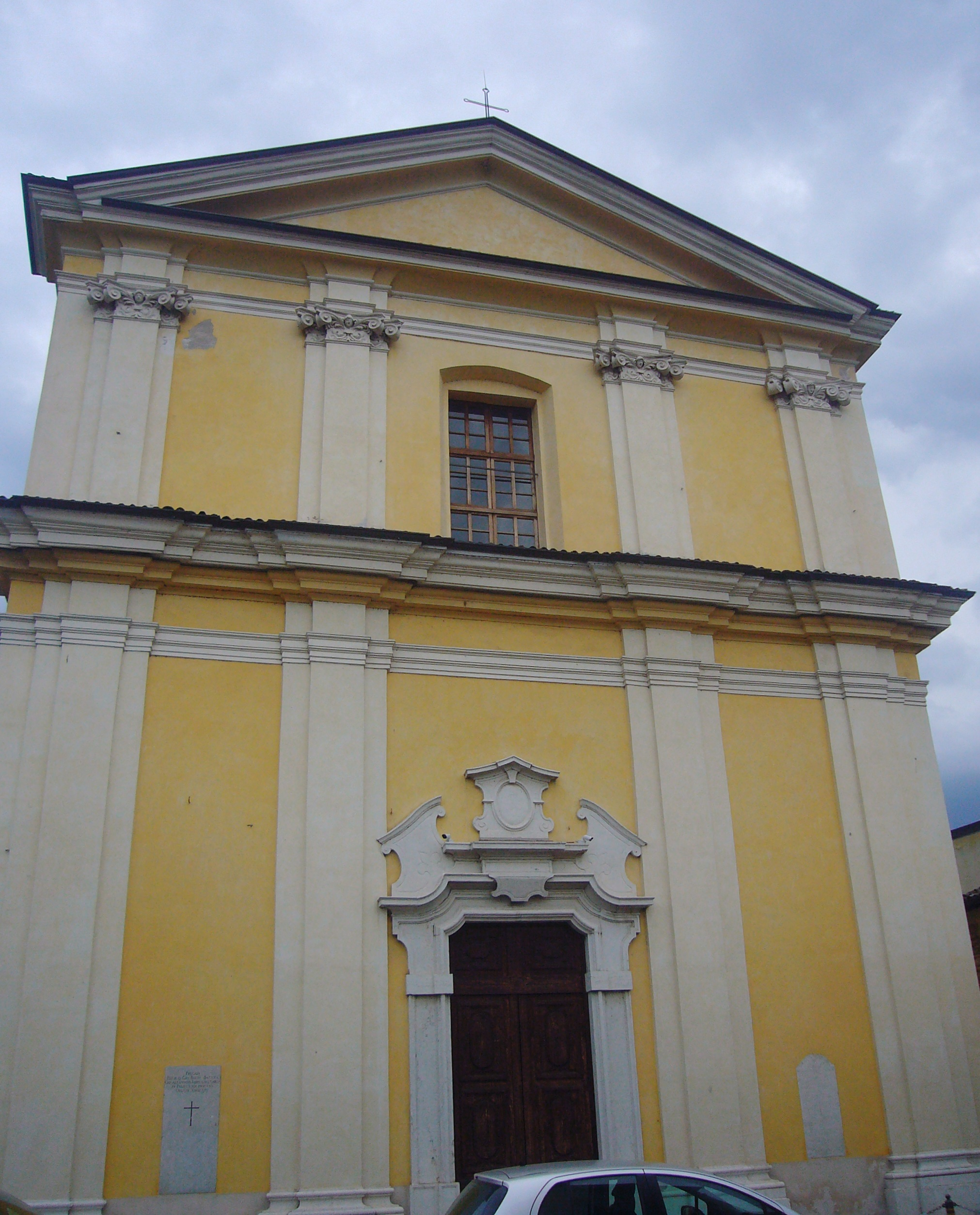
Chiesa di Santo Stefano Protomartire
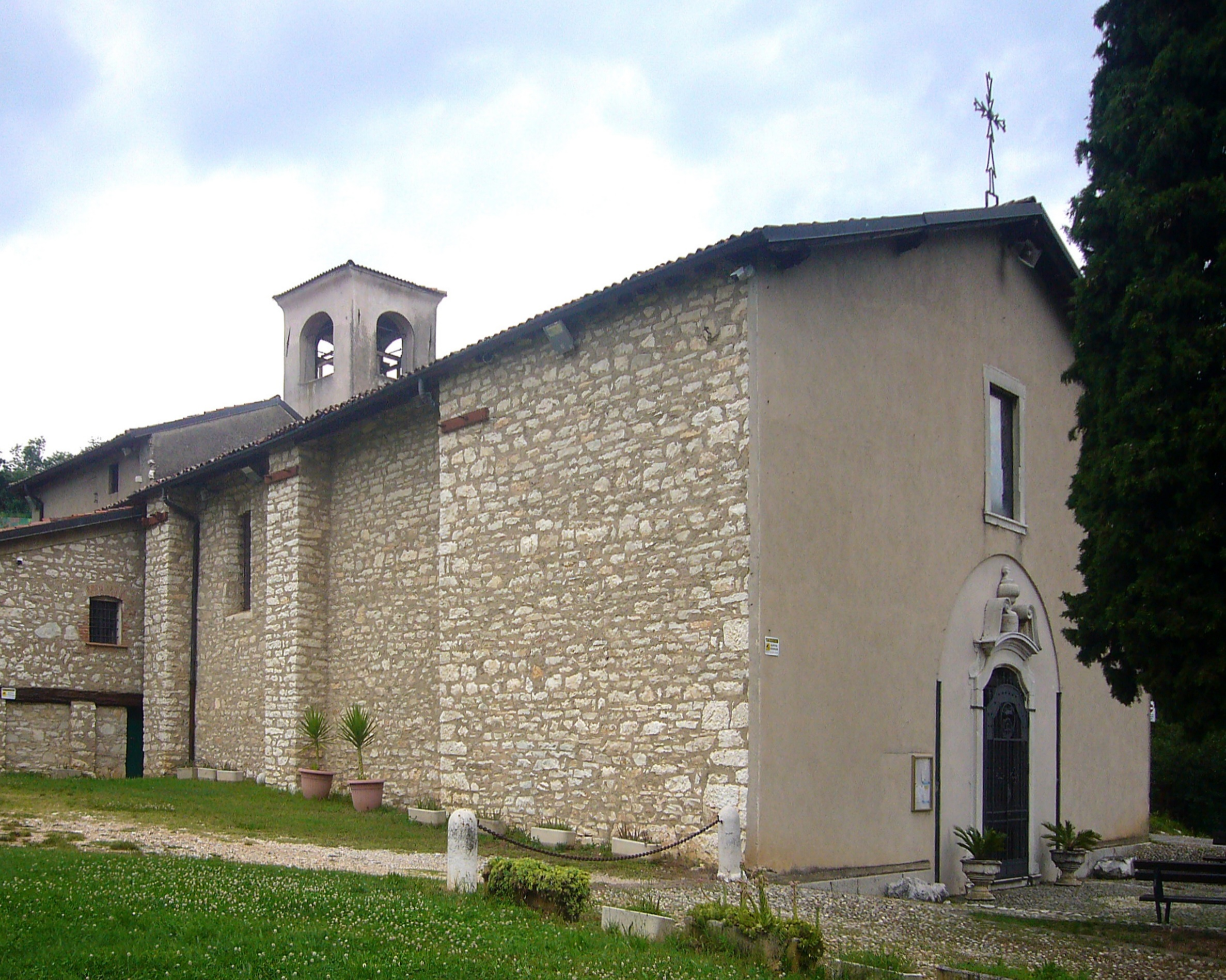
Santuario della Madonna dell'Avello a Cerezzata
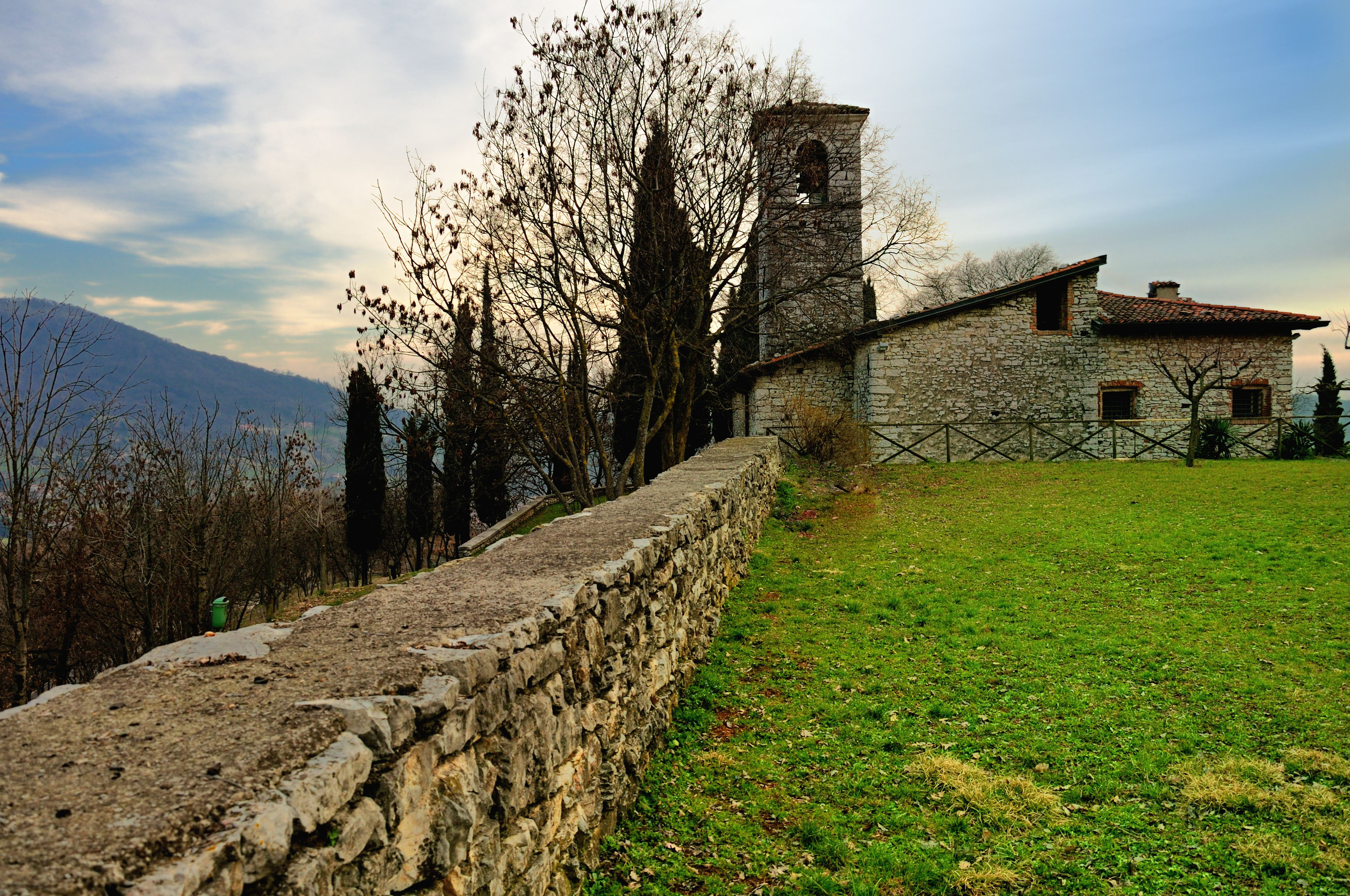
Chiesa di San Michele

## Società

### Evoluzione demografica
Abitanti censiti